# خزان ميجيت
خزان ميجيت هو خزان حجز في وادي ميجيت في غابة إيتريك بالحدود الاسكتلندية. ويحتجز الخزان الذي تبلغ مساحته 259 هكتاراً (640 فداناً) أكبر سد ترابي في اسكتلندا. يقوم الخزان بجمع المياه من تلال تويدسموير، التي يتم نقلها بعد ذلك 28 ميلًا (45 كم) عبر خطوط الأنابيب والأنفاق تحت الأرض إلى أدنبره. يتم توجيه خطوط الأنابيب عبر وادي مانور وتلال ميلدون، إلى خزان غلادهاوس وخزان غلينكور في تلال بنتلاند. ويخزن هذان الخزانان المياه حتى الأوقات المطلوبة. يتم إرجاع المياه الزائدة التي تفيض من الخزان إلى مياه ميجيت، وبالتالي إلى بحيرة سانت ماري.

## تاريخ
نُظر بجدية في مخطط خزان ميجيت بجدية في عام 1963. في عام 1974، طلب المجلس الإقليمي لوثيان من سلطة المياه آنذاك، وتلقى السلطة من وزير الخارجية للمضي قدمًا. تم تنفيذ التصميم من قبل المهندسين المدنيين المستأجرين روبرت كوثبرتسون وشركاءه نيابة عن سلطة المياه، وبدأ البناء في عام 1976. السد الذي يحمل الخزان من الأسفلت غير قابل للنفاذ. تم افتتاح الخزان رسميا في 30 سبتمبر 1983. تبلغ سعتها 61.400.000 متر مكعب (2.17×109 قدم مكعب)، ويبلغ الحد الأقصى لمستوى المياه 334 مترًا (1.096 قدمًا) فوق الذخائر. يبلغ ارتفاع الجسر 56 مترًا (184 قدمًا) وطوله 568 مترًا (1864 قدمًا).
في عام 1983، كلف المجلس الإقليمي لوثيان فيلم قصير «وادي مختلف» حول بناء السد والأعمال المرتبطة به. نسخة من هذا تحتفظ بها المكتبة الوطنية في اسكتلندا ويمكن مشاهدتها على الإنترنت.

## روابط خارجية
- Gazetteer for Scotland: Megget Reservoir
- Biggar Archaeology Group Megget reservoir project
- Southern Reporter, 10 February 2010: Fighting flood from Megget reservoir
- Case Study, Megget Reservoir: Fighting erosion